# Флейта Пана (Пикассо)
«Флейта Пана» (фр. La flûte de Pan) — картина Пабло Пикассо. Написана в 1923 году в период неоклассицизма. Находится в Музее Пикассо в Париже. Размер — 205 × 174 см.
В 1923 году Пикассо с женой Ольгой и их маленьким сыном Пауло проводили лето в Антибе, на Лазурном побережье Франции, где художник создал свою монументальную композицию «Флейта Пана», а также сделал несколько этюдов купальщиков. 
На фоне средиземноморского пейзажа и каменных стен, наполненных ярким солнцем, Пикассо изобразил двух почти полностью обнажённых юношей в классических позах. Один из них сидит на камне, играя на флейте Пана, другой стоит, погрузившись в задумчивость и слушая волшебные звуки. Их загорелые тела, похожие на гомеровские статуи, кажутся абсолютно неподвижными и контрастируют с ярко-голубым фоном. Средиземноморская атмосфера и упрощённые формы мужских фигур напоминают о мифах Древней Греции, которые стали для Пикассо возможным источником вдохновения. 
Картина поступила в постоянную коллекцию Музея Пикассо в 1979 году в числе других произведений художника в счёт уплаты его наследниками налога на наследство. 
Инфракрасные фотографии, сделанные в 1990-х годах, показали первоначальную композицию, которая включала в себя всего четыре фигуры. Многие искусствоведы считают, что одна фигура должна была быть Венерой, изображенной как Сара Мерфи, а другая фигура должна была быть Марсом, изображенным как Пикассо. 